# Chasteté

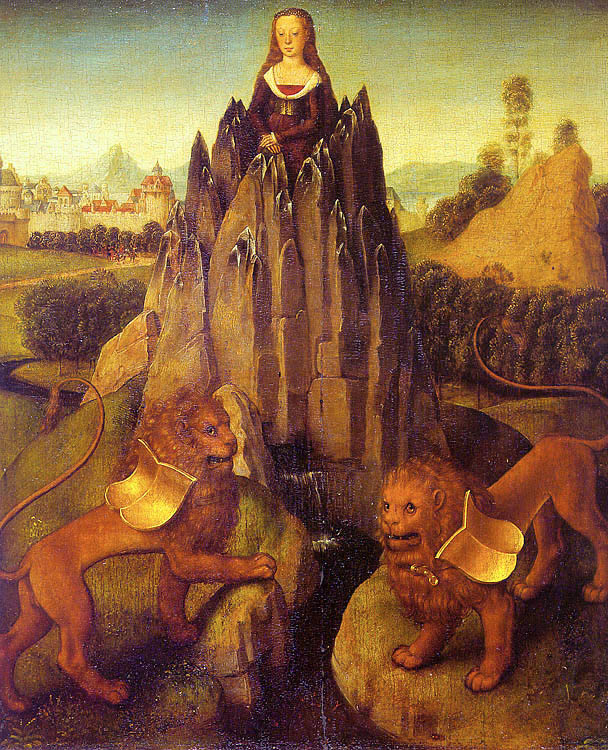
Hans Memling, Allégorie de la chasteté, 1475, musée Jacquemart-André.

La chasteté est une attitude morale liée à la vie sexuelle ou relationnelle. Dans le domaine sexuel, elle vise à vivre sa sexualité selon son statut. Dans le domaine relationnel, elle se veut établir une relation dont l'objet n'est pas le seul plaisir des personnes aimées ou de soi-même.
Cependant, la chasteté ne doit pas être confondue avec (et réduite à) la continence qui consiste à s'abstenir de toutes pratiques, de toutes pensées sexuelles et à faire preuve de retenue dans le domaine sexuel en général. Selon certaines définitions, la chasteté inclut toutes les relations entre deux personnes (amicales, lien d'autorité…), et exige un strict respect de la liberté de l'autre (les « jeux de pouvoir », manipulations, pressions diverses constituant des actions « non-chastes »). Ainsi, une personne continente peut être non-chaste dans ses relations avec des tiers.

## Étymologie
Le mot chasteté vient du latin « castus », dont le contraire est « incastus », d'où provient le mot « incestueux ». Et aussi « caste » comme groupe endogame. La chasteté comme vertu est alors un idéal moral et religieux. Parallèlement, le sacré et la pureté sont des dispositions principalement liturgiques et religieuses.

## Monde occidental contemporain
Dans le monde occidental, la chasteté est souvent associée à l'abstinence sexuelle, en particulier l'absence de relations sexuelles avant le mariage en raison de l'interdit de ces dernières dans les religions dominantes de ce groupe culturel. Le terme prend également un sens particulier dans le cas des religieux.

## Dans l'Antiquité
Dans le monde gréco-romain, la valeur de la chasteté a été débattue à la fois dans le cas de l'homosexualité et dans le cas de l'hétérosexualité. En particulier, Socrate défendait des relations pédagogiques et chastes entre hommes adultes et jeunes hommes, par opposition à la pédérastie, qui était commune. Platon, en transmettant les enseignements de Socrate, est devenu l'éponyme de ce genre de chasteté, connue aujourd'hui sous le nom d'amour platonique.
« Le discours chrétien sur la chasteté se précise à l'aune des pratiques des galles », les prêtres châtrés qui se consacraient au culte de Cybèle.

## Religions abrahamiques
Dans le contexte éthique juif, chrétien ou musulman, les actes de nature sexuelle sont réservés au mariage. Ainsi, pour les personnes non mariées, la chasteté est identifiée à l'abstinence sexuelle. Dans le contexte du mariage, les époux s'engagent à une relation pour la vie excluant les relations intimes avec d'autres personnes. La chasteté implique alors la fidélité et souvent une intention de procréer. Certaines pratiques sexuelles peuvent ne pas être considérées comme chastes.
Ainsi, dans le cas de l'Église catholique, les pratiques sexuelles à l'intérieur du mariage sont considérées comme chastes, s'il y a volonté d'union des époux et ouverture à la vie, mais l'usage de moyens de contraception ne l'est pas, car ils sont perçus comme contraires à la volonté divine en tant qu'ils sont la marque du refus de l'ouverture à la vie. À l'inverse, les Églises anglicanes autorisent cet usage, percevant la réduction de la taille de la famille comme non nécessairement contraire à la volonté divine. Les Shakers enfin interdisent le mariage et voient ainsi toute relation sexuelle comme contraire à la chasteté. Dans le cas des ecclésiastiques de tradition chrétienne, la chasteté peut impliquer l'abstinence sexuelle. C'est le cas pour tous les moines et pour les prêtres catholiques de rite latin. Les prêtres catholiques de rite oriental, comme les maronites, peuvent prétendre au mariage si celui ci est contracté avant l'ordination à la prêtrise, à l’instar des prêtres de tradition orthodoxe. En revanche, les pasteurs de tradition protestante, toutes tendances confondues et les pasteurs de tradition anglicane peuvent contracter un mariage.

### Dans l'Église catholique

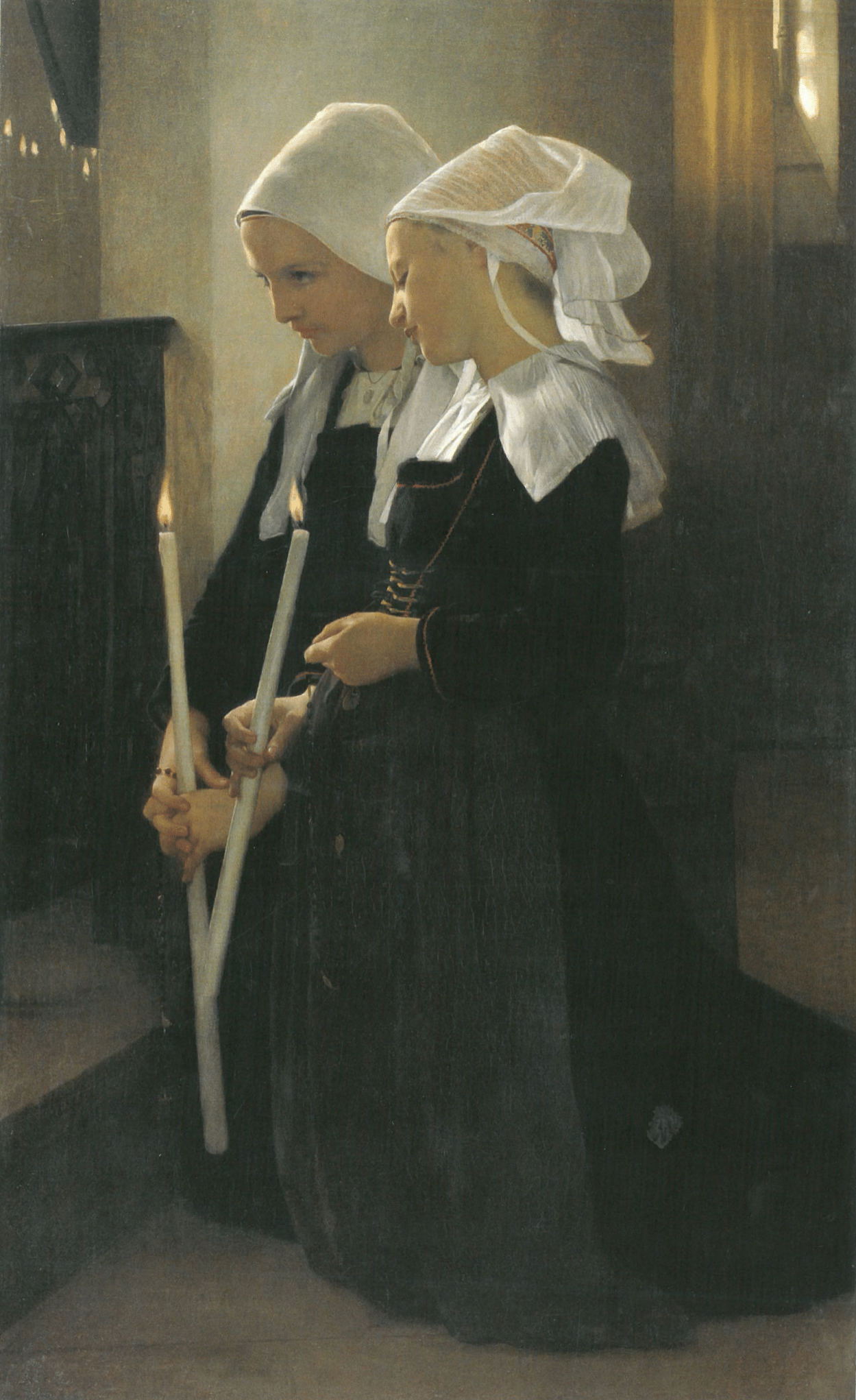
Le vœu à Sainte-Anne d'Auray, William-Adolphe Bouguereau (1869).

La vertu de chasteté a une définition beaucoup plus large et concerne toutes les relations affectives entre personnes et le bon usage des dons de chacun (tels la beauté, le charme, l'intelligence, la sensibilité…) qui peuvent être utilisés soit pour aider l'autre à grandir à travers une relation libre, soit pour l'enfermer dans son propre désir. La chasteté revient alors à être au service des autres plutôt que se servir des autres (ou d'un autre) pour satisfaire ses envies, son désir de reconnaissance, de puissance… La vertu de chasteté est la liberté de pouvoir aimer Dieu et son prochain de manière désintéressée, de respecter chaque personne.
La chasteté ne doit pas être confondue avec la continence qui consiste à se priver volontairement de toutes pratiques sexuelles. Même, l'abstinence peut être non chaste.

#### Chasteté et respect de la liberté
La vertu de chasteté est la liberté de pouvoir aimer Dieu et son prochain de manière désintéressée, l'engagement à aimer Dieu par-dessus toutes choses, et à aimer les autres de l'amour même que Dieu leur porte. La pratique de cette vertu exprime le désir conscient, pour le chrétien, de respecter chaque personne comme le demande la loi de Dieu,. L’Église invite les chrétiens à pratiquer la chasteté à la suite du Christ,, qui a été chaste par son attitude envers les personnes rencontrées : pleinement attentif à celui qu'il rencontrait, l'aimant avec son affectivité d'homme, rejoignant l'autre pour le faire grandir et avancer dans sa foi. La vertu de chasteté comporte l’intégrité de la personne et l’intégralité du don. Elle devient personnelle et vraiment humaine lorsqu’elle est intégrée dans la relation de personne à personne.
La vertu de chasteté s’épanouit dans l’amitié entre personnes de même sexe ou de sexes différents. Cette amitié conduit à la communion spirituelle. La chasteté est une vertu morale. Elle est aussi un don de Dieu, une grâce, un fruit de l’œuvre spirituelle.
La chasteté concerne les relations affectives entre personnes et le bon usage des dons de chacun (tels la beauté, le charme, l'intelligence, la sensibilité...). Ces dons peuvent être utilisés pour aider l'autre à grandir à travers une relation libre, soit pour l'enfermer dans son propre désir, saturer son propre affectif : vivre une relation qui ne respecte pas la liberté propre de la personne rencontrée (par une relation non chaste).
La chasteté consiste en le respect profond de toute personne : être au service des autres plutôt que se servir des autres (ou d'un autre) pour se satisfaire (de ses envies, désirs de reconnaissance, de puissance…). La chasteté est une dimension du véritable amour. La pratique de la chasteté est un accès à la liberté personnelle comme le dit l’Église dans son catéchisme : « L’homme parvient à cette dignité lorsque, se délivrant de toute servitude des passions, par le choix libre du bien… ».
La pratique de la chasteté nécessite un long travail quotidien, comme le dit le moraliste Xavier Thévenot : « C'est-à-dire que devenir chaste est un long travail, jamais totalement achevé, un beau travail qui vise à devenir de plus en plus libre pour aimer en vérité, avec toutes les ressources de notre humanité. ». Elle ramène l'homme à une unité de tout son être.
La chasteté, si elle déborde largement de la sexualité (en intégrant les relations amicales, familiales, professionnelles…) intègre également cette dernière de manière respectueuse (de l'autre) et libre (liberté donnée à l'autre) : « La chasteté est une manière de réaliser sa sexualité - dans le mariage ou comme célibataire - qui intègre celle-ci dans la totalité de l'être humain, dans le sens qu'il donne à sa vie et essentiellement dans sa relation aux autres. La chasteté est un dynamisme qui intègre instinct et plaisir sexuel, affectivité et passion amoureuse, relation aux autres respectés dans leur différence ».
« La chasteté, pour un être humain, consiste pour l'essentiel à accepter sa propre sexualité pour en faire un chemin de rencontre des autres. Aussi bien, être chaste, c'est reconnaître ses limites, accepter de ne pas être parfait par soi-même et même de ne pas être totalement maître de soi-même, renoncer à une relation transparente à l'autre, mais au contraire lui permettre d'être différent dans ses pensées, ses désirs et ses projets. La chasteté réalise alors un des sens les plus profonds de la sexualité humaine : un long et difficile apprentissage de la rencontre de l'autre comme toujours "autre", toujours différent, jamais réductible à mon image, à mon besoin, à mon désir… seul chemin d'un amour vrai qui unit les différences dans un respect mutuel. La foi chrétienne reconnaît ici un des lieux où se fait l'apprentissage de la rencontre de Dieu, Celui qui est toujours "Autre", toujours différent de l'image que j'en ai ou de ce que j'attends de Lui : différence la plus radicale qui ouvre à la communion la plus profonde ».

#### Conséquences sur la sexualité
Le Catéchisme de l'Église Catholique décrit et, en un certain sens, définit ainsi la chasteté : « La chasteté signifie l'intégration réussie de la sexualité dans la personne et par là l'unité intérieure de l'homme dans son être corporel et spirituel ». L'Église considère qu'une relation sexuelle vécue sans amour, créerait une rupture entre ce que n'éprouve pas le cœur et ce que manifeste pourtant le corps. Cette situation ne serait pas équilibrante pour l'être humain et l'empêcherait de réaliser cette « intégration réussie de la sexualité dans la personne et par là l'unité intérieure de l'homme dans son être corporel et spirituel » qu'est la chasteté.
Concernant la sexualité, l'enseignement de l'Église recommande de rechercher « l'amour véritable » entre les humains c'est-à-dire vouloir pour les autres ce qui est bien pour eux, ce qui renforce l'amour conjugal, et ce qui anoblit l'âme et le corps.
Ainsi, la chasteté pour une personne célibataire est une sexualité exprimée non activement (c’est-à-dire en termes de génitalité) mais qui s'exprime à travers l'amitié, l'énergie donnée dans certains projets.
À partir de ce principe, elle recommande le mariage vécu dans la fidélité et la volonté de prendre les moyens d'aimer, qui selon elle, répond seul à la demande profonde d'amour dans la durée qu'éprouve tout être humain. L'Église indique que la chasteté renforce une attention à l'autre à travers des gestes adaptés, une écoute plus forte de l'autre et une attention à ce que la seule recherche de plaisir physique n'occulte pas la tendresse, le dialogue et l'écoute mutuelle. « Toute personne, mariée ou non, bien équilibrée ou non, doit du point de vue éthique (moral) viser la chasteté:45. » Les périodes d'abstinence sexuelle (comme les fiançailles) peuvent être considérées comme des moyens de nourrir un amour non exclusivement physique.
La recherche de plaisir sexuel seul (par exemple par la masturbation) est considérée comme un acte « gravement désordonné » qui nuit à l'unité de l'homme (unité physique, morale, spirituelle…). Cette recherche est donc contraire à la chasteté. De même l’Église considère que la pornographie, parce qu’elle dénature l’acte conjugal, (qui est le don intime des époux l’un à l’autre), et porte gravement atteinte à la dignité des personnes qui s'y livrent, est une faute grave et porte atteinte à la chasteté. De même pour la prostitution et le viol qui « porte atteinte à la dignité de la personne qui se prostitue » pour le premier, « est atteinte à la justice et à la charité, blesse profondément le droit de chacun au respect, à la liberté, à l’intégrité physique et morale » pour le second. Ils sont tous deux condamnés avec force par l’Église.

#### Conséquences pour moines et membres du clergé

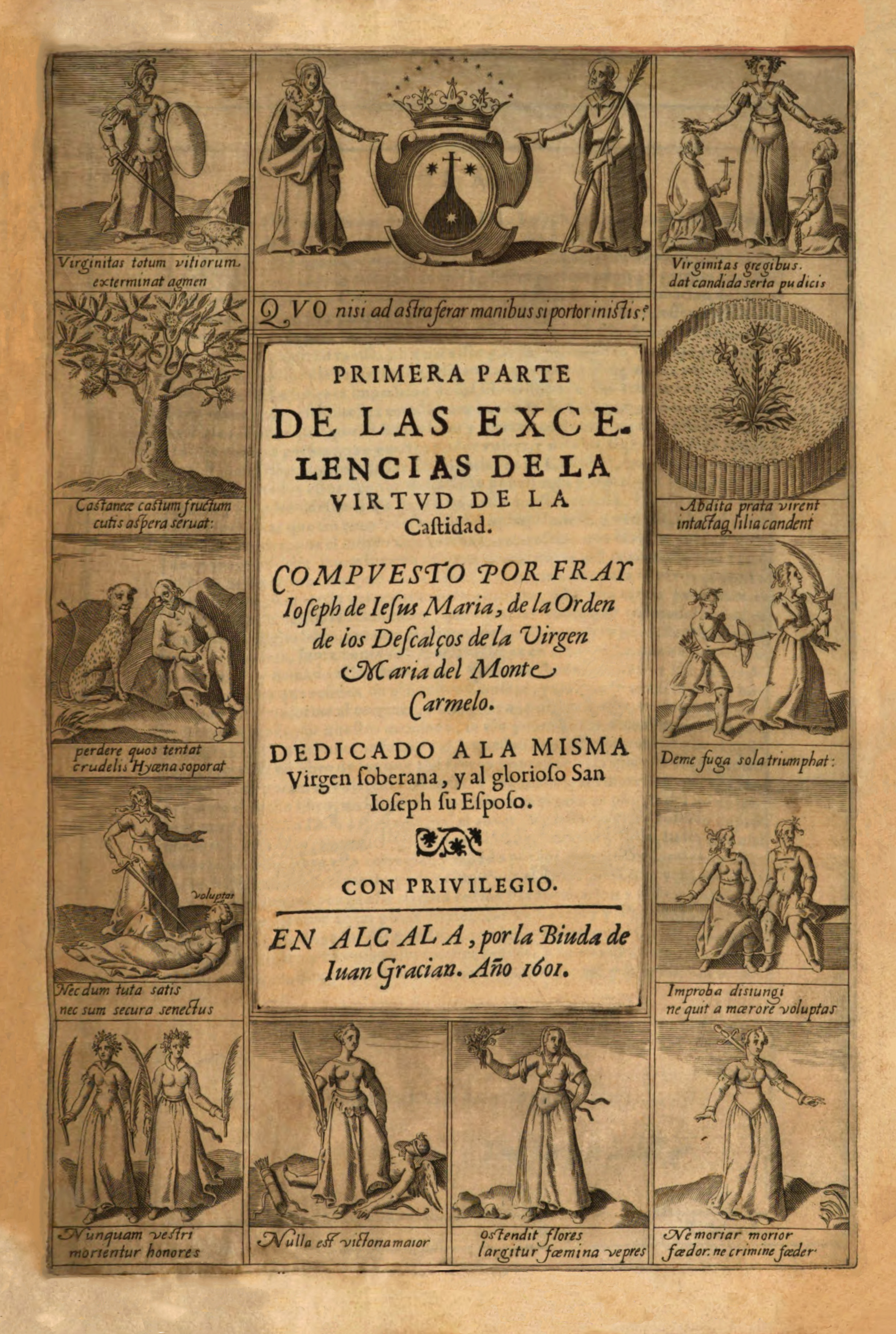
"Des excellences de la vertu de chasteté" (José de Jesús María, 1601).

Si la chasteté a un impact direct sur la sexualité des membres du clergé régulier et séculier en imposant, en conséquence de leur célibat, l'abstinence sexuelle ; la chasteté, et même le vœu de chasteté pour les moines, a surtout un impact beaucoup plus large puisqu'il consiste à aimer toute personne en vérité en respectant pleinement sa liberté, se mettant à son service pour l'aider à grandir (dans la foi, dans l'unification de tout son être). Et donc de ne pas utiliser sa propre position (responsable de formation, père supérieur du monastère, prêtre, ancien…) pour agir avec « autorité » sur la personne, et satisfaire ses propres désirs (orgueil…).

### Résumé de manuscrits sur la chasteté
Simon-Auguste Tissot a publié un traité sur l'onanisme, donnant des remèdes médicaux pour vaincre les tentations, qui a connu un grand succès et soixante-trois éditions entre 1760 et 1905. Il donnait une multitude de conseils : le sommeil, prendre du vin avant de dormir, entre autres il recommande de ne pas rester trop longtemps au lit une fois réveillé, et l'exercice ; il recommande la ceinture de chasteté, mais déplore, en revanche, les saignées.
Le Dr Henri Fournier, dans son traité sur les causes, dangers et inconvénients de l'onanisme (1875), utilise l'ouvrage de Tissot comme livre de référence. Fournier écrit que tout instinct qu'on ne nourrit pas finit par s'éteindre, que l'onanisme n'est qu'une mauvaise habitude et qu'une fois réglées, les pulsions arrivaient très rarement. Comme Tissot, Fournier recommande le camphre comme étant reconnu comme un antiaphrodisiaque puissant.
Le Dr Fournier cite également beaucoup Saint François de Sales, qui recommande aux membres des communautés religieuses de dormir sous surveillance, les mains en dehors des couvertures et d’abolir les chambres privées, et affirme : « La chasteté est le lis des vertus et, dès cette vie, elle nous rend presque semblables aux anges. Rien n’est beau que par la pureté et la pureté des hommes c’est la chasteté. »